# Pelophylax bergeri
Pelophylax bergeri — вид жаб роду зелена жаба (Pelophylax) родини жаб'ячі (Ranidae).

## Поширення
Вид поширений в Італії (на південь від Генуї та Ріміні), на островах Ельба, Сардинія та Сицилія і у Франції на острові Корсика. Живе у прісноводних річках, озерах, болотах на висоті до 1800 м.